# Себастиан
Свети Себастиан е християнски мъченик. Ражда се в Нарбон, Франция, през 256 г.
Себастиан е войник в римската войска и по времето на Диоклециан дори е поставен начело на първата кохорта на преторианската гвардия на императора. Когато през 288 г. се разбира, че е християнин, императорът нарежда да го убият. Срещу него са изпратени собствените му хора да го заловят. 200 войника тръгват да го заловят. Свети Себастиан е бил изключително силен, понеже е бил префект на преторианската гвардия. Според историята той ги призовал да си тръгнат, но не го послушали и преди да го заловят, половината от тях биват убити от меча му. Когато е заловен и изправен пред Диоклециан го осъждат на смърт чрез стрели. Не загива от това мъчение – спасява го Ирина, вдовица и добродетелна християнка, но впоследствие отказва да напусне Рим и бива убит с камъни.